# Vincenzo Briganti
Vincenzo Vince Briganti est un footballeur et entraîneur belgo-italien né le 5 janvier 1947 à Terni (Italie).
Il a joué puis entraîné le KFC Winterslag  jusqu'en 1988. Le club a alors fusionné avec le K Waterschei SV THOR Genk, pour donner naissance au KRC Genk.
Briganti a été l'assistant de Robert Waseige, l'entraineur de l'équipe nationale de Belgique de 1999 jusqu'en 2002. Les Diables Rouges qualifiés pour la Coupe du monde de football 2002 au Japon et en Corée du Sud, ont perdu en huitième de finale contre le Brésil, futur vainqueur de l'épreuve.